# Tatort: Der Maulwurf
Der Maulwurf ist ein Fernsehfilm aus der Krimireihe Tatort. Die vom Mitteldeutschen Rundfunk unter der Regie von Johannes Grieser produzierte Folge wurde am 21. Dezember 2014 zum ersten Mal ausgestrahlt. Es war der zweite Fall des Erfurter Ermittlerteams Funck, Schaffert und Grewel und die 926. Tatortfolge. Nach der Ausstrahlung dieses Falles entschieden sich Alina Levshin und Friedrich Mücke aus der Krimireihe auszusteigen. Daraufhin stellte der MDR den Erfurter Tatort komplett ein.

## Handlung
Unmittelbar nach der Beerdigung seines Vaters, zu der ihn in Handschellen zwei Polizisten bringen, wird der Strafgefangene Timo Lemke noch auf dem Friedhof mit Waffengewalt von einem Komplizen befreit. Dabei kommt ein Polizist zu Tode und zwei weitere werden verletzt. Der ehemalige Rotlichtkönig Erfurts hatte wegen Totschlags und Menschenhandels eine mehrjährige Haftstrafe erhalten, die er allerdings fast verbüßt hatte. Wie sich später herausstellt, hatte seine Flucht mit einem neuen Mitgefangenen zu tun, dem Albaner Jetmir Muschkolai. Lemke hat im Zuge einer Bandenfehde dessen Sohn getötet und muss nun seinerseits um sein Leben bangen.
Um Lemke zügig aufzuspüren, wird von Kriminaldirektorin Petra Fritzenberger der Ausbilder und Kriminaldirektor Volker Römhild hinzugezogen, der einst die Untersuchung gegen Lemke geleitet hat. Die Leitung der aktuellen Ermittlungen wird Kriminalhauptkommissar Henry Funck übertragen. Seine Teamkollegen Schaffert und Grewel finden aufgrund einer auffälligen Tätowierung, die einem der verletzten Polizisten aufgefallen war, eine Spur zu Lemkes Komplizen, der ihm bei der Flucht geholfen hatte. Daraufhin überprüfen die Kommissare Ingo Konzack, der vor Jahren verdächtigt wurde, von Lemke bestochen worden zu sein, und der daraufhin vom Polizeidienst entlassen wurde. Ein Tattoo können sie jedoch bei ihm nicht feststellen.
Eine Überwachung von Lemkes Freundin, Nadine Schuricke, führt die Ermittler zu Jochen Berner, der die auffällige Tätowierung trägt und den Gesuchten sehr wahrscheinlich in der Wohnung seiner kranken Mutter versteckt hält. Ein polizeilicher Zugriff bringt jedoch keinen Erfolg. Lemke bleibt verschwunden.
Kriminaldirektorin Fritzenberger, die Vorgesetzte von Funck, Schaffert und Grewel, wird entführt. Die Kommissare gehen davon aus, dass Lemke dahinter steckt, um sich an ihr und möglicherweise auch an Römhild zu rächen, da beide maßgeblich an Lemkes Verhaftung beteiligt waren. Als kurz darauf Lemke bei Römhild erscheint, wird er von dem Polizisten erschossen. Römhild gibt an, er habe aus Notwehr geschossen, nachdem Lemke zuerst das Feuer eröffnet habe. Damit wird es für das Ermittlerteam schwierig, ihre entführte Chefin zu finden. Allerdings kommen ihnen Zweifel, ob Lemke überhaupt hinter der Entführung steckt. Es gibt Hinweise, die zu dem Ex-Polizisten Konzack führen.
Konzack hat vor seiner Entlassung aus dem Polizeidienst eng mit Fritzenberger zusammengearbeitet, beide duzten sich. Konzack hat stets bestritten, dass er sich von Lemke hat bestechen lassen. Fritzenberger allerdings schenkte ihm keinen Glauben, er fühlte sich deshalb von ihr verraten. Die Flucht Lemkes bringt nun das Vergangene wieder an die Oberfläche, denn seit seiner unehrenhaften Entlassung geht es in Konzacks Privat- und Berufsleben nur noch bergab. Mit der Entführung will er seine frühere Kollegin, die er selbst irrtümlicherweise für den Maulwurf Lemkes in der Polizei hält, dazu zwingen, ihm seine Unschuld zu bescheinigen, um seine Ehre wiederherzustellen. Konzack hält Fritzenberger in einem Keller gefangen, er kettet sie an ein Heizungsrohr, er schlägt und tritt sie. Die Fahndung nach ihm verläuft zunächst ohne Ergebnisse.
Doch war nicht Konzack der Komplize Lemkes, sondern es war der Polizeidirektor Römhild. Dieser hatte sich aufgrund von massiven finanziellen Problemen dazu hinreißen lassen, für Lemke bei der Erfurter Polizei als Maulwurf zu agieren und ihn über Einsätze gegen das Rotlichtmilieu zu informieren. Den Verdacht lenkte er seinerzeit als Leiter der Ermittlungen gegen Lemke auf Konzack und musste nun befürchten, dass Lemke ihn enttarnt. Daher räumte er ihn kurzerhand aus dem Weg. Die Kommissare erfahren, dass den Vorfahren Konzacks eine Fabrik gehörte, sie vermuten, dass dieser in dem mittlerweile zur Ruine gewordenen Gebäude Fritzenberger gefangen hält. Sie informieren Römhild darüber, dieser ordnet den Einsatz des SEK an. 
Die Kommissare stellen Mutmaßungen über das Motiv Konzacks an und wollen nun nicht mehr ausschließen, dass dieser keineswegs der Maulwurf Lemkes war. Grewel befragt den inhaftierten Albaner Muschkolai, der seinerzeit den Bandenkrieg mit Lemke führte, ob dieser etwas über die Kontakte des Rotlichtkönigs in den Polizeiapparat wisse. Aus den Informationen schließen die Kommissare, dass der Komplize Lemkes kein anderer als der damalige Ermittlungsleiter Römhild war. Sie rasen mit Blaulicht zu der Fabrikruine.
Dort ist inzwischen das SEK mit Römhild eingetroffen. Dieser erklärt dem Einsatzleiter, dass er Konzack kenne und erst allein versuchen werde, ihn zur Aufgabe zu bewegen. In dem Keller trifft er auf Konzack und Fritzenberger. Er gibt gegenüber beiden zu, dass er sich von Lemke bestechen ließ, und erschießt Konzack. Ehe er auch noch Fritzenberger als letzte Zeugin beseitigen kann, erscheinen Funck, Schaffert und Grewel, einer von ihnen schießt Römhild in den Oberarm, dieser stürzt zu Boden und wird festgenommen.

## Hintergrund
Der Arbeitstitel des Tatorts war Härtetest. Der Film wurde vom 5. August bis zum 3. September 2014 in Erfurt gedreht. Die Eröffnungsszene wurde auf dem Hauptfriedhof Erfurt, dem größten Friedhof Thüringens, gedreht.
Zur verwendeten Filmmusik zählen die Musiktitel Turn Down For What von DJ Snake sowie Watch Out For This (Bumaye) von Major Lazer.

## Rezeption

### Einschaltquote
Die Erstausstrahlung von Der Maulwurf am 21. Dezember 2014 wurde in Deutschland von 8,47 Millionen Zuschauern gesehen und erreichte einen Marktanteil von 18,5 Prozent für Das Erste.

### Kritiken
Bei Spiegel Online findet Christian Buß: „Im Ansatz funktioniert […] [der] zweite[n] Erfurt-‚Tatort‘ […] gut. Allerdings ist der Plot dann doch Bausatzware.“
Die Kritiker der Fernsehzeitschrift TV Spielfilm zeigten mit dem Daumen zur Seite und urteilten: „Passable Rätselei mit „Drei ???“-Touch“.

„Im Erfurter Tatort werden tolle Schauspieler verbraten, die – in einem Shitstorm aus mutmaßlich gebrauchten Toilettenartikeln und umweht von Schülertheaterbeschimpfungen – hölzerne und holzige Dialoge vortragen müssen: „Alles klar?“ (Schaffert) – „Die haben ja sonst nicht so viel Spaß hier.“ (Grewel).“